# Nissim ben Moshe de Marseille
Nissim ben Moshe de Marseille est un philosophe juif des XIVe et XVe siècles.
Nissim est l'auteur d'un commentaire philosophique sur la Torah, écrit vers 1306, lorsque le combat entre les Orthodoxes et les amis de la philosophie est au plus haut. Cela n'a pas empêché Nissim de donner des explications rationnelles aux miracles de la narration biblique. Il explique ainsi que la destruction de Sodome et Gomorrhe est due à une éruption volcanique, comme celle qui a dévasté l'île d'Ischia en 1302.
Il reste aujourd'hui quelques manuscrits écrits par Nissim, dans lesquels il est nommé Ma'aseh Nissim, Sefer ha-Nissim ou Ikre ha-Dat.